# Glen Kidston

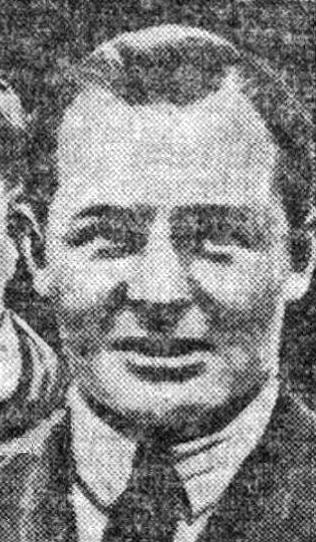
Glen Kidston tijdens de 24 uur van Le Mans in 1930.

George Pearson Glen Kidston (Londen, 23 januari 1899 - Van Reenen, Zuid-Afrika, 5 mei 1931) was een Brits piloot en autocoureur en een van de beroemde "Bentley Boys" uit de jaren '20. In 1930 won hij, samen met Woolf Barnato, de 24 uur van Le Mans.

## Carrière
Tijdens de Eerste Wereldoorlog was Kidston in dienst als lieutenant commander bij de Royal Navy. Tijdens de zeeslag van 22 september 1914 werd hij tweemaal getorpedeerd; zowel de HMS Aboukir als de HMS Hogue kwamen tot zinken. Tijdens de zeeslag bij Jutland zat hij met de Grand Fleet op de HMS Orion. Kidston deed dienst op een aantal vooraanstaande Britse onderzeeërs, waaronder de HMS X1. In december 1926 kreeg hij de leiding over de HMS H24.
In de jaren '20 nam Kidston deel aan diverse auto- en motorsportraces. Hij reed onder meer in de rally van Monte Carlo, de Isle of Man TT en de heuvelklim van Shelsley Walsh. In 1929 nam hij voor Bentley deel aan de Grand Prix van Ierland, waarin hij ternauwernood werd verslagen door Boris Ivanowski. In 1929 en 1930 reed hij in de 24 uur van Le Mans. In 1929 deelde hij de auto met Jack Dunfee en eindigde hij als tweede, voordat hij in 1930 samen met Woolf Barnato de race wist te winnen in een Bentley Speed Six.
In 1929 was Kidston betrokken bij een dodelijk ongeluk. Hij vloog van Croydon naar Amsterdam, toen hij 21 minuten na het opstijgen een ongeluk voelde aankomen en in een veilige positie ging zitten. Copiloot prins Eugen von Schaumberg-Lippe werd uit het vliegtuig geslingerd en overleed de volgende dag aan zijn verwondingen. Kidston wist zichzelf uit het vliegtuig te bevrijden en werd met zware brandwonden opgenomen in het ziekenhuis.
In april 1931 zette Kidston een snelheidsrecord neer. Hij vloog in een speciaal aangepaste Lockheed Vega in zesenhalve dag van Netheravon naar Kaapstad met een gemiddelde snelheid van 210 km/h. Hij zou echter nooit terugkeren naar Engeland. Op 5 mei kwam hij op 32-jarige leeftijd om het leven toen de De Havilland DH.80 Puss Moth, die hij geleend had, explodeerde tijdens een vlucht door een zandstorm in de Drakensbergen.